# Костюк, Григорий Александрович
Григорий Александрович Костюк (укр. Григорій Олександрович Костюк; 1902—2002) — украинский литературовед, критик, мемуарист, политический деятель. Лауреат премии имени Владимира Винниченко и фонда Антоновичей (1988), долголетний председатель ОУП «Слово», действительный член УВАН и НТШ, член НСПУ. Член Международного ПЕН-клуба.

## Биография
Среднее образование получил в Каменце-Подольском. В 1929 году окончил Киевский институт народного образования, затем аспирантуру института имени Шевченко в Харькове, защитил кандидатскую диссертацию.
Преподавал историю украинской литературы в Харьковском педагогическом институте профессионального образования, с начала 1934 года — в Луганском институте народного образования.
В ноябре 1934 года был уволен за националистические проявления в лекциях и искажения программы. 25 ноября 1935 года арестован в Киеве. Постановлением Особого совещания при НКВД от 3 июля 1936 года сослан на 5 лет в концлагерь в Воркуте.
С декабря 1940 года до июля 1944 года жил и работал (в основном не по специальности) в Славянске, Киеве, Львове. В середине 1943 г. по приглашению своего знакомого Л. Форостовского занял должность руководителя управы Владимирского района г. Киева. Дружил и сотрудничал с А. Любченко, о чём вспоминал в своих мемуарах.
В июле 1944 года эмигрировал на Запад. В эмиграции был соучредителем и некоторое время лидером Украинской революционно-демократической партии, после её раскола примыкал к левому крылу.
До 1951 года — в лагерях для «перемещённых лиц» в Германии. В феврале 1952 года уехал в США.
23 октября 1992 года в Борышковцах состоялся вечер, посвященный 90-летию Костюка, на котором выступил его сын — Теодор Костюк, доктор физико-астрономических наук.
Среди изданий, в которых Костюк выступил составителем и автором статей, — первые два тома «Дневника» В. Винниченко, пятитомное собрание М. Хвылевого (1978—1986), произведения М. Кулиша (1955), П. Филиповича, М. Драй-Хмары и др.
Похоронен на украинском православном кладбище в Саут-Баунд-Брук, штат Нью-Джерси.

## Избранная библиография
- Українське наукове літературознавство в перше пореволюційне п’ятнадцятиліття // Записки НТШ. — Т. 173. — Париж — Чикаго, 1962. — С. 185—216.
- Теорія і дійсність. До проблеми вивчення теорії, тактики і стратегії більшовизму в національному питанні. — Б.м. (Мюнхен): В-во «Сучасність», 1971. — Суспільно-політична бібліотека ч. 9(28). — 145 с.
- Окаянні роки: Від Лук’янівської тюрми до Воркутської трагедії (1935—1940). — Торонто: Діялог, 1978. — 165 с.
- Володимир Винниченко та його доба: дослідження, критика, полеміка. — Нью-Йорк, 1980. — 283 с.
- У світі ідей і образів: вибране. Критичні та історико-літературні роздуми 1930—1980. — Б.м.: Сучасність, 1983. — 538 с.
- На маґістралях доби. Статті на суспільно-політичні теми. — Торонто — Балтімор, 1983. — 292 с.
- Поет юності й сили Аркадій Любченко // Дивослово. — 1996. — № 4. — С. 3-7.
- Неопалима купина // Літературно-мистецькі перехрестя (паралелі). — Вашингтон — Київ, 2002. — С. 139—153.
- Літературно-мистецькі перехрестя (паралелі) : монографія // Редактор С. А. Гальченко. — Київ ; Вашінгтон, 2002. — 416 с. — Бібліогр.: С.377-401. — ISBN 966-7802-14-0 (в оправі)
- Зустрічі й прощання. — Едмонтон : Канадський інститут українських студій. — Кн.1, 1987. — 743 с.; Кн.2, 1998. — 609 с.
- Зустрічі й прощання / Відп. ред. та упор. О. В. Мишанич. — К. : Наук. думка, 2003. — 589 с.
- Зустрічі й прощання: Спогади. — К.: Смолоскип, 2008. — Кн. 1. — 720 с.; Кн. 2. — 512 с.